# West Point (Illinois)
West Point és una població dels Estats Units a l'estat d'Illinois. Segons el cens del 2000 tenia 195 habitants.

## Demografia
Segons el cens del 2000, West Point tenia 195 habitants, 71 habitatges, i 52 famílies. La densitat de població era de 442,9 habitants/km².
Dels 71 habitatges en un 39,4% hi vivien nens de menys de 18 anys, en un 52,1% hi vivien parelles casades, en un 16,9% dones solteres, i en un 25,4% no eren unitats familiars. En el 23,9% dels habitatges hi vivien persones soles el 12,7% de les quals corresponia a persones de 65 anys o més que vivien soles. El nombre mitjà de persones vivint en cada habitatge era de 2,75 i el nombre mitjà de persones que vivien en cada família era de 3,09.
Per edats la població es repartia de la següent manera: un 30,3% tenia menys de 18 anys, un 6,7% entre 18 i 24, un 31,8% entre 25 i 44, un 20,5% de 45 a 60 i un 10,8% 65 anys o més.
L'edat mediana era de 34 anys. Per cada 100 dones de 18 o més anys hi havia 91,5 homes.
La renda mediana per habitatge era de 29.500 $ i la renda mediana per família de 45.250 $. Els homes tenien una renda mediana de 29.219 $ mentre que les dones 23.472 $. La renda per capita de la població era de 13.631 $. Aproximadament el 15,6% de les famílies i el 16,3% de la població estaven per davall del llindar de pobresa.

## Poblacions més properes
El següent diagrama mostra les poblacions més properes.